# SAICO
SAICO（1972年3月29日—），日本女音樂家、創作歌手。舊藝名、本名：鈴木彩子（すずき さいこ）。1998年藝名用「（用片假名）」。2000年以後改用「SAICO」至今。

## 來歷
SAICO於1972年出生於宮城縣岩沼市。學生時期曾經是在地名校的羽毛球主將，並多次進軍全國大賽。
後來，SAICO在朋友的強行拉攏下投入搖滾樂的活動，但沒多久便立即退學，轉而投入模特兒的事業有一段時間。到了最後，SAICO對音樂製作的渴望不斷的增加，在音樂家新田一郎的推薦下（於富士電視台的員工餐廳進行面試）。從宮城來到東京，與經紀公司代官山Production訂下合約。
當初，SAICO原本想將模特兒與偶像歌手的工作並行，但她覺得自己最適合當歌手唱歌。於是在1990年，加入勝利音樂產業唱片公司（現在改名為勝利娛樂），新田一郎則擔任企劃製作為她量身訂做歌曲。
1990年5月，以鈴木彩子名義發行自身第一張個人單曲《獨立戰爭》，同時獲選富士電視台電視劇《網球少女夢傳說！愛與響子》主題歌使用，從此正式在樂壇出道。同年6月，首張個人專輯《天地創造》發行。
1998年9月，單曲《心臟》發行同時，將出道以來的藝名「鈴木彩子」，改成。同年12月15日，於東京品川騎自行車的路上被汽車撞上受到重傷，經過醫療搶救之後雖然存活了下來，由於需要長期休養，而不得不取消原本的活動行程。
2000年，於樂壇重新復歸。2001年12月，單曲《在這條道路上》發行，同時將藝名改成現在的「SAICO」。
目前，SAICO一邊休養身體，一邊持續發新的獨立單曲與專輯，並且不定期開個人演唱會。

## 音樂作品

### 單曲
|              | 發行日期       | 單曲名稱（日文名稱）              | c/w                 | 商業搭配                                           | 備註                          |
| 鈴木彩子名義 | 鈴木彩子名義   | 鈴木彩子名義                      | 鈴木彩子名義        | 鈴木彩子名義                                       | 鈴木彩子名義                  |
| ------------ | -------------- | --------------------------------- | ------------------- | -------------------------------------------------- | ----------------------------- |
| 1st          | 1990年5月21日  | 獨立戰爭（独立戦争）                      | I Believe My Baby言 | 富士電視台電視劇《網球少女夢傳說！愛與響子》主題歌 | [ 注 1 ]                      |
| 2nd          | 1990年11月21日 | 黃金時代（黄金時代）                      | O.K.                |                                                    |                               |
| 3rd          | 1991年4月21日  | GOAL                              | 一度昨日            |                                                    |                               |
| 4th          | 1991年10月21日 | 所謂戀愛（恋ってさ）                      | 一                  |                                                    | [ 注 2 ]                      |
| 5th          | 1992年2月21日  | 孤單一人的意義（ひとりぼっちの意味）                | 風冷世界            |                                                    | [ 注 3 ]                      |
| 6th          | 1992年5月8日   |                                   | 魅力                |                                                    |                               |
| 7th          | 1992年7月1日   | 出發的早晨（旅立つ朝に）                    | 好言                | 電影動畫《劇場版 魔法陣都市 (後篇)》片尾主題歌     |                               |
| 8th          | 1992年12月16日 | 我的約束（私の約束）                      | 空                  |                                                    | [ 注 4 ]                      |
| 9th          | 1993年3月24日  | 各有各的遺失物（それぞれの探しもの）                | 勇                  |                                                    |                               |
| 10th         | 1993年6月23日  | 葛藤                              | 優眠                |                                                    | [ 注 5 ]                      |
| 11st         | 1993年11月21日 | 月光                              | 誓 時一緒瞳達       |                                                    |                               |
| 12nd         | 1994年3月24日  | HELP                              | 太陽星              |                                                    |                               |
| 13rd         | 1994年7月6日   | 希望之鐘（希望の鐘）                      | Dreamer             | TBS晚間新聞節目《JNN新聞之森》片尾主題歌           |                               |
| 14th         | 1994年10月21日 | 罪                                | 暗闇僕              |                                                    |                               |
| 15th         | 1995年5月24日  | 熱情（情熱）                          | 僕                  |                                                    |                               |
| 16th         | 1995年10月21日 | 慢長的放學後（長い放課後）                  | 心                  |                                                    |                               |
| 17th         | 1996年2月21日  | 再一次重溫那偉大的愛（）          | 日                  | 朝日電視台晚間新聞節目《Station EYE》片尾主題歌    |                               |
| 18th         | 1996年6月21日  | 地平線                            | 星屑                |                                                    |                               |
| 19th         | 1996年10月23日 | 迷路的小貓（迷子の子猫）                    | 願                  |                                                    |                               |
| 20th         | 1997年8月21日  | 最後的抵抗（最後の抵抗）                    | HOPE                |                                                    |                               |
| 21st         | 1997年11月21日 | 但是，愛就在這裡（だけど ここには愛がある）              | 宇宙規模行          |                                                    |                               |
| 22nd         | 1998年2月21日  | 自己自身的證明（自分自身の証明）                | 水色手紙            |                                                    |                               |
| 名義         |                |                                   |                     |                                                    |                               |
| 1st          | 1998年9月23日  | 心臟（心臓）                          | 雨                  |                                                    |                               |
| 2nd          | 1999年2月24日  | DOWN-UP                           | 青世界              |                                                    |                               |
| 3rd          | 2000年6月7日   | 鸚鵡（インコ）                          |                     |                                                    |                               |
| 4th          | 2000年9月6日   | 天國（天国）                          | SHOUT               |                                                    | [ 注 6 ]                      |
| SAICO名義    |                |                                   |                     |                                                    |                               |
| 5th          | 2001年12月28日 | 在這條道路上（この道の上）                  | 大夜 Smile          |                                                    | 獨立單曲（MOMR-0002），完售。 |
| 6th          | 2003年8月30日  | MOTHER                            | Shave               |                                                    | 獨立單曲（MOMR-0006），完售。 |
| *            |                |                                   | －                  |                                                    | [ 注 7 ]                      |
| 7th          | 2010年11月15日 | HIKARI                            |                     |                                                    | 獨立單曲（kks-0001），完售。  |
| 8th          | 2014年8月21日  | love Story Size Senaka 光 (Remix) |                     |                                                    |                               |

※上面有標明完售的獨立單曲目前可在Yahoo！網路拍賣的中古商品區取得。

### 專輯
|              | 發行日期       | 專輯名稱（日文名稱）              | 備註                  |
| 鈴木彩子名義 | 鈴木彩子名義   | 鈴木彩子名義                      | 鈴木彩子名義          |
| ------------ | -------------- | --------------------------------- | --------------------- |
| 1st          | 1990年6月21日  | 天地創造                          |                       |
| 2nd          | 1991年7月3日   | 前往連接明天的路（明日へつながる道）              |                       |
| 3rd          | 1992年3月21日  | 19歲的鼓動（19歳の鼓動）                    |                       |
| 4th          | 1993年7月7日   | 前往被污穢的大人之路（けがれなき大人への道）          |                       |
| 5th          | 1994年4月6日   | BORO BORO                         |                       |
| 6th          | 1995年6月7日   | 如果有愛的話（愛があるなら）                  |                       |
| 7th          | 1996年3月6日   | 在那天回家吧（あの日に帰ろう）                  |                       |
| 8th          | 1996年7月3日   | 24的誓言（24の誓い）                      |                       |
| Best         | 1996年11月21日 | THE HISTORY OF SAIKO SUZUKI VOL.1 | [ 注 8 ]              |
| 9th          | 1997年8月21日  | 罪孽深重的英雄（罪深き英雄）                |                       |
| 名義         |                |                                   |                       |
| 1st          | 1998年10月7日  | 9 ～nine～                        |                       |
| 2nd          | 2000年6月21日  |                                   |                       |
| SAICO名義    |                |                                   |                       |
| 1st          | 2005年7月27日  | CEREAL                            | 獨立單曲（DGCD-1007） |
| 2nd          | 2007年6月6日   | Numb                              | 獨立單曲（XQBJ-1002） |

※上面鈴木彩子名義的「第1～第8張」和「Best」專輯目前（2018年3月現在）以MEG-CD形式重新出版均可買的到。

### 參與作品
- 「東京百歌」TOUKYO HYAKKA OMUNIBUS ALBUM Vol.1（2002）－以鈴木彩子名義收錄在「在這條道路上 ～Acoustic Version～」

### 錄影帶PV
| 名稱                                      | 發行日期       |
| ----------------------------------------- | -------------- |
| GOLDEN AGE DREAM／SAIKO VIDEO Vol.1       |                |
| SAIKO SUZUKI VIDEO 2                      | 1991年12月16日 |
| SAIKO SUZUKI VIDEO 3 ～19歲的鼓動～       | 1992年6月21日  |
| SAIKO SUZUKI VIDEO 4 前往被污穢的大人之路 | 1993年8月21日  |
| SAIKO SUZUKI VIDEO 5 BORO BORO            | 1994年5月21日  |

## 電影參演
- Atlanta Boogie（日语：アトランタ・ブギ）（1996年）－〈主演〉

## 相關項目、人物
- 爆裂超奇幻（日语：爆裂スーパーファンタジー）—她曾經擔任電台主持人的廣播節目
- 加藤泉—一位獨特的朋友
- 嘉門達夫（日语：嘉門達夫）—前經紀公司的前輩。
- 新田一郎（日语：新田一郎 (ミュージシャン)）—前經紀公司的社長，也是她的導師。
- 川村香織（日语：川村カオリ）—SAICO的親密朋友，甚至在她去世後還去墓前祭拜了她。前文提到的鈴木開設的花店的名字「阿納斯塔西婭」，也是川村的聖名。
- 代田光（日语：だいたひかる）
- 隨時從現在開始（日语：いつもここから）
- INGRY MONGRY（日语：いんぐりもんぐり）—前經紀公司的後輩，但對SAICO來說他就像哥哥一樣。
- SION（日语：SION）
- Briefs & Trunks（日语：ブリーフ&トランクス）（伊藤多賀之、細根誠（日语：細根誠））—前經紀公司的後輩。他也負責音樂創作，包括為「石烤番薯（日语：石焼イモ (ブリーフ&トランクスの曲)）」填詞。

## 外部連結
- SAICO OFFICIAL WEBSITE（页面存档备份，存于） （日語）－鈴木彩子的官方個人網站。
  - SAICO（页面存档备份，存于） （日語）－鈴木彩子的官方個人部落格。
- DEADGIRLS co.,ltd. （日語）－所屬唱片公司的官方網站。閉鎖（2008年1月5日的檔案館）。
- arights records （日語）－所屬唱片公司的官方網站。
- ideology （日語）－以SAICO為模特兒所發表的個人特色服飾官網。
- （日語）